# Bulbophyllum micholitzianum
Bulbophyllum micholitzianum là một loài phong lan thuộc chi Bulbophyllum.